# شهرستان بولسواویتس
شهرستان بولسواویتس (به لهستانی: Powiat Bolesławiec) یک شهرستان در لهستان است که در استان سیلزی سفلی واقع شده‌است. شهرستان بولسواویتس ۱٬۳۰۳٫۳ کیلومتر مربع مساحت و ۸۸٬۳۴۳ نفر جمعیت دارد.